# Okamejei kenojei
Okamejei kenojei is een vissensoort uit de familie van de Rajidae. De wetenschappelijke naam van de soort is voor het eerst geldig gepubliceerd in 1841 door Müller & Henle.
Het is een soort die algemeen voorkomt in het noordwesten van de Grote Oceaan nabij Korea, China en Japan. Ze leeft op 20 tot 120 m diepte op zandige en modderige bodem. Volwassen dieren worden 55 à 60 cm lang.